# Sergueï Belov
Pour les articles homonymes, voir Belov.
Sergueï Alexandrovitch Belov (en russe : Сергей Александрович Белов), né le 23 janvier 1944 à Nachtchiokovo (ru) et mort le 3 octobre 2013 à Perm, est un ancien joueur de basket-ball soviétique.

## Biographie
Joueur considéré comme l'un des meilleurs Européens de tous les temps, Sergueï Belov a été le premier joueur international à être élu au « Hall of Fame » du basket-ball en 1992. Il est également membre du FIBA Hall of Fame.
Participant à quatre Jeux olympiques, il est de la fameuse finale de 1972 où l'URSS remporte le titre sur les États-Unis après les dernières secondes les plus controversées du basket-ball aux Jeux. Les Américains arrivent à mener pour la première fois du match à 3 secondes de la fin de la rencontre, de 1 point. Une intervention du secrétaire général de la FIBA offre un temps mort alors que deux des dernières secondes se sont déjà écoulées. Lorsque le jeu reprend, ces deux secondes ne sont pas décomptées et le coup de sifflet final arrive sans panier russe. Après une nouvelle intervention du secrétaire général, les trois secondes initiales sont remises en jeu. Une longue passe traverse le terrain et un panier facile est marqué sous les yeux médusés des Américains. Ceux-ci ont perdu et malgré de longues discussions, ce résultat sera validé. Belov marque 20 points lors de cette rencontre.
Il remporte également trois médailles de bronze aux jeux de 1968, 1976 et de 1980, Jeux olympiques se déroulant à Moscou et dont il fut ainsi choisi pour allumer la flamme olympique.
Il sera également deux fois sacré champion du monde en 1967 et 1974 et quatre fois champion d'Europe.
Avec son club du CSKA, club de l'Armée soviétique, il remporte deux Coupe des clubs champions en 1969 et 1971. La victoire en 1969 est obtenue lors de sa première saison avec le CSKA Moscou. Celle-ci est obtenue en Espagne, à Barcelone. Les Soviétiques, n'étant pas au fait de la rivalité opposant les clubs de Madrid et Barcelone en Espagne, furent surpris par l'appui d'une partie du public envers eux. Le CSKA remporte finalement la rencontre après une double prolongation sur le score de 103 à 99, Belov inscrivant 19 points durant les cinquante minutes qu'il passe sur le parquet.
En 1970, le CSKA dispute une nouvelle finale, face au club italien d'Ignis Varèse. Celui-ci remporte la rencontre 79-74.
Belov remporte son deuxième titre européen deux ans après le premier, à Anvers, lors d'une finale qui oppose les deux clubs finalistes de la saison précédente. Cette finale se dispute en l'absence de l'entraîneur Aleksandr Gomelsky. Celui-ci est à l'époque interdit de séjour à l'étranger, les autorités soviétiques craignant une défection de sa part en raison de ses origines juives. Le CSKA prend sa revanche et remporte la rencontre sur le score de 67 à 53.
Belov dispute une quatrième finale en 1973, de nouveau face au club de Varèse qui emporte alors son troisième titre. Sur ces quatre finales, il terminera trois fois MVP.
Après sa carrière de joueur, il a rempli des responsabilités d'entraîneur, dans son ancien club du CSKA, pendant deux saisons en Italie et également en Russie au club de Ural Great Perm.
Il a également occupé le poste de président de la Fédération russe de basket-ball entre 1993 et 1998.
En septembre 2007, il est élu dans le FIBA Hall of Fame. Il avait déjà eu l'honneur d'être le premier européen à être introduit au Basketball Hall of Fame en mai 1992. L'année précédente, la FIBA l'avait désigné « Best European Player Ever » (Meilleur basketteur européen de l'histoire),.
Il est marié à Svetlana Zaboluyeva.

## Club
Joueur
- 1964-1967 :  Ouralmach (Sverdlovsk)
- 1968-1980 :  CSKA Moscou

Entraîneur
- 1981-1982 :  CSKA Moscou
- 1991-1993 :  Cassino
- 1999-2002 :  Ural Great Perm

## Palmarès joueur

### Équipe nationale
- Jeux olympiques d'été
  -  médaille d'or aux Jeux olympiques d'été de 1972 de Munich

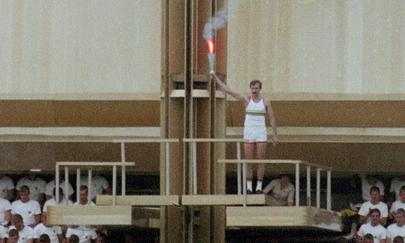
Belov allume la flamme olympique aux Jeux olympiques d'été de 1980 à Moscou

  -  médaille de bronze aux Jeux olympiques d'été de 1968 de Mexico
  -  médaille de bronze aux Jeux olympiques d'été de 1976 de Montréal
  -  médaille de bronze aux Jeux olympiques d'été de 1980 de Moscou
- championnat du monde
  -  médaille d'or au Championnat du monde 1974
  -  médaille d'or au Championnat du monde 1967
  -  médaille d'argent au Championnat du monde 1978
- championnat d'Europe
  -  médaille d'or du Championnat d'Europe 1979
  -  médaille d'or du Championnat d'Europe 1971
  -  médaille d'or du Championnat d'Europe 1969
  -  médaille d'or du Championnat d'Europe 1967
  -  médaille d'argent du Championnat d'Europe 1977
  -  médaille d'argent du Championnat d'Europe 1975
  -  médaille de bronze du Championnat d'Europe 1973

### Club
- Coupe des clubs champions 1969, 1971
- Finaliste de la Coupe des clubs champions 1970, 1973
- 11 titres de champion d'URSS de 1969 à 1974 puis de 1976 à 1980
- médaille d'or au Spartakiade en 1971, 1975, et 1979

## Palmarès entraîneur

### Équipe nationale
- championnat du monde
  -  médaille d'argent au Championnat du monde 1994 à Toronto
  -  médaille d'argent au Championnat du monde 1998, à Athènes
- championnat d'Europe
  -  médaille de bronze du Championnat d'Europe 1997 à Barcelone

### Club
- champion de Russie 2001

## Distinctions personnelles
- MVP des finales de coupe des clubs champions 1970, 1971, 1973
- Élu au basketball Hall of Fame